# Altmorschen
Altmorschen is de grootste kern in de gemeente Morschen. Altmorschen heeft 1700 inwoners. Het ligt in de buurt van Melsungen in de Schwalm-Eder-Kreis in Hessen.

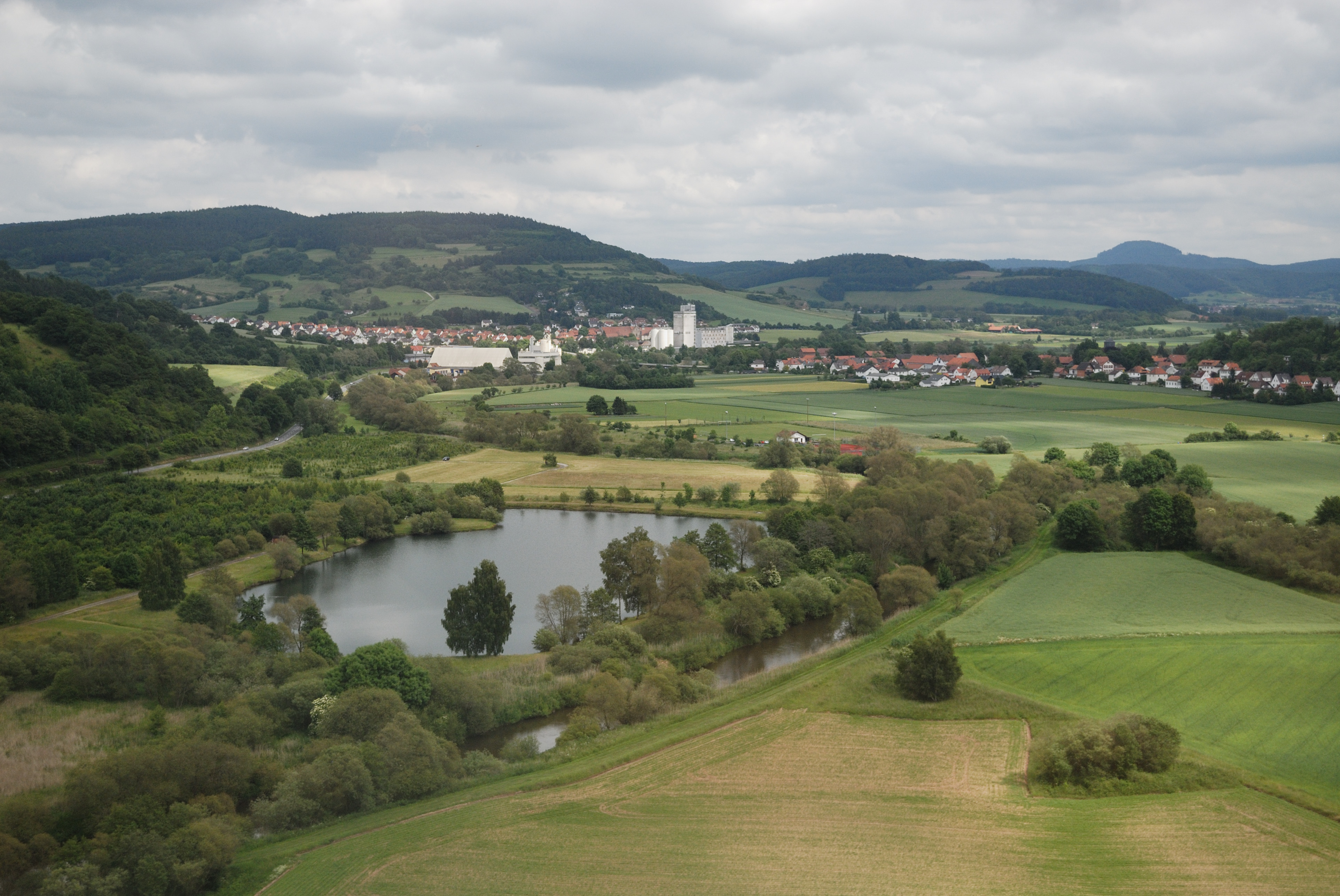
Altmorschen vanuit de ICE
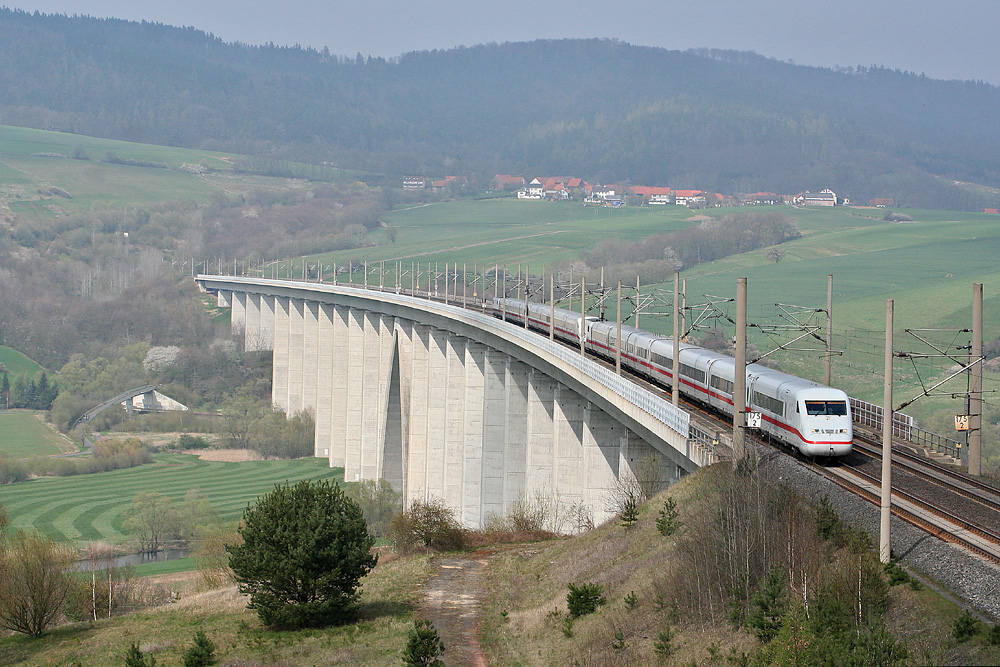
De spoorbrug over de Fulda bij Altmorschen
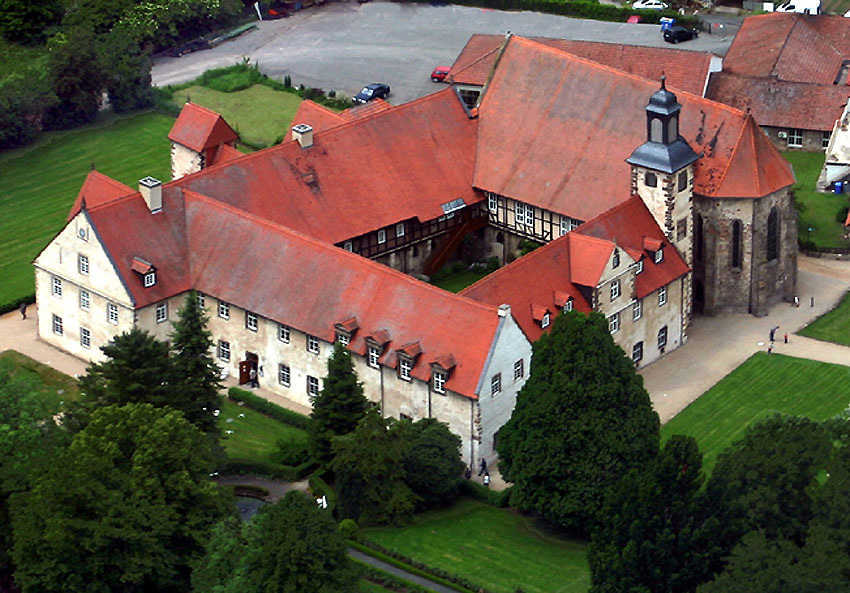
Klooster Haydau in 2005

Bad Zwesten · Borken · Edermünde · Felsberg · Frielendorf · Fritzlar · Gilserberg · Gudensberg · Guxhagen · Homberg · Jesberg · Knüllwald · Körle · Malsfeld · Melsungen · Morschen · Neuental · Neukirchen · Niedenstein · Oberaula · Ottrau · Schrecksbach · Schwalmstadt · Schwarzenborn · Spangenberg · Wabern · Willingshausen